# ダグラス・サーク
ダグラス・サーク（Douglas Sirk, 本名:Hans Detlef Sierck, 1897年4月26日 - 1987年1月14日）は、ドイツ出身の映画監督。ハリウッドでも活躍した。『心のともしび』 (1954年)や『悲しみは空の彼方に』 (1959年)といったメロドラマで多数傑作を残したため、サイレント時代から1940年代まで活躍したフランク・ボーゼイギと並んで『メロドラマの巨匠』と言われている。

## 略歴
デンマーク人の両親の元、ハンブルクに生まれ、ドイツとデンマークで育つ。ヴァイマル共和政の元で舞台監督としてキャリアをスタートさせ、1934年にはウーファで映画製作にも携わる。しかし妻がユダヤ人だったため、ナチスの弾圧を逃れ、1937年にドイツを離れアメリカへ亡命。デトレフ・ジールクというドイツ的な名では仕事につけないため、ダグラス・サークと改名する。
1942年にハリウッドで反ナチ映画『ヒットラーの狂人』を監督した。しばらく下積みが続いた後、1952年から1958年まではユニバーサル映画でメロドラマを連作、その他西部劇なども監督した。
1970年代にドイツに戻り、1987年にスイスで没した。
1955年（昭和30年）9月10日に来日している。

## 余談
作品の再評価により、1980年のカンヌ国際映画祭では審査委員長に選ばれる予定であったが、依頼の電文が手違いでカーク・ダグラスに送られてしまい、その年の審査委員長になることはできなかった。

## 主な監督作品
- エイプリル・フール April April !（1935）
- 沼の家の娘 Das Mädchen vom Moorhof （1935）
- 社会の柱 Stützen der Gesellschaft（1935）
- 第九交響楽 Schlußakkord (1935)
- 思ひ出の曲 Das Hofkonzert (1936)
- 世界の涯てに Zu neuen Ufern (1937)
- 南の誘惑 La Habanera (1937)
- 小悪党 Boefje (1939)
- ヒットラーの狂人 Hitler's Madman (1943)
- 夏の嵐 Summer Storm (1944)
- パリのスキャンダル A Scandal in Paris (1946)
- 奇妙な女 The Strange Woman (1946) ※一部演出
- 誘拐魔 Lured/Personal Column (1947)
- 眠りの館 Sleep, My Love (1948) (シネクラブ上映)
- ちょっとフランス風 Slightly French (1948)
- ショックプルーフ Shockproof (1949
- 奇蹟 The First Legion (1951)
- 丘の雷鳴 Thunder on the Hill (1951)
- ステキなパパの作り方 Week-End with Father (1951)
- 突然の花嫁 No Room for The Groom (1952)
- ぼくの彼女はどこ？ Has Anybody Seen My Gal? (1952)
- わたしの願い All I Desire (1953)
- 私を町まで連れてって Take Me to Town (1953)
- 僕と祭りであわないかい？ Meet Me at the Fair (1953)
- 異教徒の旗印 Sign of the Pagan (1954)
- 心のともしび Magnificent Obsession (1954)
- アパッチの怒り Taza, Son of Cochise (1954)
- 自由の旗風 Captain Lightfoot (1955)
- 天はすべて許し給う All That Heaven Allows (1955) (シネクラブ上映)※ビデオタイトルは「天が許し給うすべて」「天の許し給うものすべて」
- 風と共に散る Written on the Wind (1956)
- いつも明日はある  There's Always Tomorrow (1956)
- 大空の凱歌 Battle Hymn (1957)
- 間奏曲 Interlude (1957)
- 翼に賭ける命 The Tarnished Angel (1957)
- 愛する時と死する時 A Time to Love and A Time to Die (1958)
- 悲しみは空の彼方に Imitation of Life (1959)

## 日本語文献
- 『サーク・オン・サーク』、ジョン・ハリデイによるインタヴュー集、明石政紀訳、Infas パブリケーションズ、2006年